# Siphonops hardyi
Siphonops hardyi é uma espécie de anfíbio gimnofiono da família Caeciliidae endémica do Brasil.
Embora só seja conhecida em duas localidades, é abundante nestes locais, presume-se existir em muitos outros locais e não parece estar em declínio, pelo seu estado de conservação é considerado pouco preocupante.